# Baile chino
No confundir con Danza china.
El baile chino es una danza ritual originaria del Norte Chico y de la Zona Central de Chile, aproximadamente entre los ríos Elqui y Aconcagua, y que hoy alcanza también la zona del Norte Grande.
Consiste en una hermandad de músicos danzantes que expresan su fe a la Virgen y al Niño Dios, entre otros, a través de la música, el canto de coplas y las coreografías (llamadas «mudanzas»). El baile chino es considerado Patrimonio Cultural Inmaterial de Chile al estar incluido en el Inventario Priorizado de Patrimonio Cultural Inmaterial en dicho país, a través del reconocimiento entregado por el «Programa Tesoros Humanos Vivos de Chile» al baile pescador chino de Coquimbo n.º 10 de Andacollo y fue inscrito en la Lista Representativa del Patrimonio Cultural Inmaterial de la Humanidad por la Unesco el 26 de noviembre de 2014.

## Historia
El origen de esta tradición se remonta al periodo precolombino, época de la «Cultura Aconcagua», ubicado en la zona central de Chile entre los años 900 y 1400, quienes fabricaron instrumentos musicales de piedra similares a las flautas o pivilcas actuales empleadas en los bailes chinos.
Tras la llegada de los conquistadores españoles, se produjo un efecto de sincretismo con el cristianismo, lo que dio a las danzas rituales algunos elementos con los que cuentan hoy. La palabra «chino» deriva de 'china' (del quechua: china, 'hembra') la cual fue usada por el inca para referirse ciertas criadas o siervas y luego pasó a ser utilizada por los españoles para referirse a sus sirvientas indígenas de las encomiendas. La palabra «china» aún se utiliza en Chile para referirse a una empleada doméstica o a la campesina compañera del huaso.
Desde mediados del siglo XVI, diversos testimonios describen los instrumentos, sonidos y danzas de los bailes chinos, que siguieron manifestándose durante la Conquista y la Colonia, demostrando tener rasgos propios dentro de los rituales populares de América que contienen aspectos de la cultura indígena y aportes hispanos. En 1910 Ricardo Latcham Cartwright escribió:

Los Bailes se componen de Chinos, turbantes y danzantes, distinguidos por su traje, los instrumentos musicales que tocan y en los pasos y ritmos de sus danzas. Los Chinos tocan únicamente la antigua püvillca que produce una sola nota; su danza es lenta y acompasada, y se ejecuta saltando de un pie a otro, semi agachados y de vez en cuando dando una vuelta completa en el aire. Se asemeja mucho a algunos de los pasos del baile choiquepurrún (ortografía original).

La primera cofradía moderna de bailes chinos se originó en Andacollo en 1585. Las cofradías están encargadas de sacar la imagen de la Virgen del templo y llevarla consigo en la procesión para que encabece la marcha; de esta manera, realiza el recorrido completo y luego es devuelta al templo.
En 1968 se produjo un cambio en las fiestas de los chinos al introducirse en Cabildo el primer baile danzante proveniente de la Fiesta de La Tirana que, con sus propias normas y proliferación, modificaron el contexto ceremonial chino, pues tienen un mayor volumen al tener instrumentos de fabricación industrial frente a las flautas de chino artesanales.

## Descripción
El baile consiste principalmente en un conjunto de 12 a 30 personas que se ordenan de manera jerárquica, dejando en la cabecera a la figura superior, que generalmente es un hombre que tiene bastante trayectoria y mayor edad. Toda la cofradía se organiza para quedar en dos filas, las que bailan mientras tocan sus pifilcas, y que son acompañadas por un pequeño tambor. Se baila realizando una serie de saltos, brincando en un pie y luego sobre el otro. El baile comienza en cuclillas y junto con ello la interpretación de las melodías, lo que representa un gran esfuerzo físico para todos los participantes.

### Particularidades de la expresión
- Cada agrupación posee un abanderado / alférez y acompañantes (por lo general mujeres).[8]
- El canto del alférez es improvisado o también memorizado.[8]
- Los instrumentos más comunes son la flauta y el tambor.[9]
- Los grupos están constituidos sobre todo por personas de zonas rurales.[8]
- Sus estilos se van diferenciando según el sector (región, comuna, localidad) en el que están ubicados.[9]

### Significado del elemento
El baile intenta expresar la devoción que siente el pueblo hacia los santos, la virgen y el niño dios, mediante la música y la danza. Existe un cantante al que se le llama alférez o abanderado, quien es el encargado de expresar los deseos o inquietudes del grupo a través de un canto.

## Bailes chinos de Chile
Existen varias cofradías y cultores de esta tradición. Según los datos del Sistema de Información para la Gestión Patrimonial de Chile (SIGPA), existen 67 agrupaciones, la mayoría de ellas ubicadas en las regiones de Coquimbo (24 agrupaciones) y Valparaíso (24 agrupaciones):

#### Región de Tarapacá
- Sociedad Religiosa Baile Chino del Carmen, Iquique

#### Región de Antofagasta
- Baile Chinito del Carmen Coya Sur, María Elena
- Baile Chino San Pedro de Coloso, Antofagasta

#### Región de Atacama
- Baile Chino Chollaynos del Rosario, Alto del Carmen
- Baile Chino de Nuestra Señora del Rosario de Andacollo de Tierra Amarilla, Copiapó
- Baile Chino del Tránsito, Alto del Carmen
- Baile Chino Grupo Peregrino Mariano Caro Inca, Copiapó
- Baile Chino Mixto El Carmen n.º 1 de El Salado, Chañaral
- Baile Chino Mixto El Carmen n.º 2, Copiapó
- Baile Chino Mixto n.º 6 Nuestra Señora de La Candelaria, Copiapó
- Baile Chino Mixto n.º 7 Nuestra Señora de La Candelaria, Copiapó
- Baile Chino n.º 1 Nuestra Señora de La Candelaria, Copiapó
- Baile Chino n.º 2 Nuestra Señora de La Candelaria, Copiapó
- Baile Chino n.º 3 Nuestra Señora de La Candelaria, Copiapó
- Baile Chino n.º 4 Nuestra Señora de La Candelaria, Copiapó
- Baile Chino Mixto n.º 5 Nuestra Señora de La Candelaria, Copiapó
- Baile Chino Rosario de El Solar, Alto del Carmen

#### Región de Coquimbo
- Agrupación Campesina de Chinos de Quebrada Quemada, Canela
- Baile Chino Barrera n.º 1 de Andacollo, Andacollo
- Baile Chino Caleta San Pedro, Los Vilos
- Baile Chino Corazón del Rosario, Coquimbo
- Baile Chino de El Maqui, Monte Patria
- Baile Chino de Huintil, Illapel
- Baile Chino de La Higuera n.º 12 Arturo Zárate, La Higuera
- Baile Chino de Nuestra Señora del Carmen de Monte Patria, Monte Patria
- Baile Chino El Chilcal, Canela
- Baile Chino Las Cañas, Illapel
- Baile Chino n.º 2 Tamayino de Ovalle, Andacollo
- Baile Chino n.º 3 El Molle, Vicuña
- Baile Chino n.º 5 San Isidro de La Pampa, La Serena
- Baile de Chinos La Cantera n.º 6, Coquimbo
- Baile Chino n.º 7 de La Serena, La Serena
- Baile Chino n.º 8 de Nuestra Señora del Rosario de Andacollo, Andacollo
- Baile Chino Pescador № 10 de Coquimbo, Coquimbo
- Baile № 11 San Isidro Río Elqui del Pueblo de la Unión, Paiguano
- Baile Chino № 19 Padre Hurtado de Tierras Blancas de Coquimbo, Coquimbo
- Baile Chino № 23 de Nuestra Sra. de la Merced de la Quebrada de Paiguano, Paiguano
- Baile Chino San Antonio del Mar, Ovalle
- Baile Chino San José de El Balcón, Illapel
- Baile Chino San José de Las Cocineras, Illapel
- Baile chino Sol Minero La Yesera, Illapel

#### Región de Valparaíso
- Baile Chino Aconcagua Salmón, San Felipe
- Baile Chino Adoratorio Cerro Mercacha, Los Andes
- Baile Chino Calle Ortiz, San Felipe
- Baile Chino Cruz de Mayo de Los Chacayes, San Esteban
- Baile Chino de Cay Cay, Olmué
- Baile Chino de la Cruz de Mayo de Tabolango, Limache
- Baile Chino de Nuestra Señora de la Mercedes de la Comuna de Petorca, Petorca
- Baile Chino de Pachacamita, La Calera
- Baile Chino de Pucalán, Puchuncaví
- Baile Chino de Puchuncaví, Puchuncaví
- Baile Chino Hermanos Prado de Maitenes, Limache
- Baile Chino Juventud Cruz de Mayo de Tabolango, Limache
- Baile Chino La Quebrada, Puchuncaví
- Baile Chino Niño Dios de Las Palmas, Olmué
- Baile Chino Niño Dios de Llay Llay, Llay Llay
- Baile Chino Sagrada Familia, La Ligua
- Baile Chino San Isidro de Guzmanes, Putaendo
- Baile Chino San Pedro de Loncura, Quintero
- Baile Chino San Victorino de Lourdes, San Felipe
- Baile Chino Unión Los Cruceros de Nogales, Nogales
- Baile Chino Virgen de Lourdes, Olmué
- Baile Chino Virgen del Carmen de Granizo, Olmué
- Baile Chino Virgen del Carmen de La Ligua, La Ligua
- Baile Chino Virgen del Rosario de Valle Hermoso, La Ligua

#### Región Metropolitana de Santiago
- Baile Chino de Caleu, Til Til
- Baile Chino del Mapocho, Recoleta
- Baile Chino de Virgen de La Merced, Isla de Maipo